# Dallol (woreda)
Pour les articles homonymes, voir Dallol.
Dallol est l’un des 29 woredas de la région Afar, en Éthiopie.